# Plagiostoma bavaricum
Plagiostoma bavaricum är en svampart som först beskrevs av Rehm, och fick sitt nu gällande namn av M.E. Barr 1978. Plagiostoma bavaricum ingår i släktet Plagiostoma och familjen Gnomoniaceae.   Inga underarter finns listade i Catalogue of Life.